# S.U.S.A.R.
S.U.S.A.R. (Suspected Unexpected Serious Adverse Reaction) – debiutancki album zespołu Indukti wydany w Polsce w 2004 roku przez Offmusic oraz w USA w 2005 roku przez Laser Edge. Do wersji amerykańskiej dołączono teledysk autorstwa Piotra Gryza do utworu Mantra. Płyta została zrealizowana w TR Studio w dniach 02-28.02.2004 przez Tomasza Rogulę.

## Lista utworów
Źródło.
1. "Freder" – 07:30
2. "Cold inside...I" – 04:06
3. "No. 11812" – 08:00
4. "Shade" – 04:29
5. "Uluru" – 06:34
6. "No. 11811" – 07:25
7. "...and weak II" – 09:37

## Twórcy
- Maciej Adamczyk – gitara basowa, kontrabas
- Wawrzyniec Dramowicz – instrumenty perkusyjne, zdjęcia
- Ewa Jabłońska – skrzypce, projekt okładki
- Maciej Jaśkiewicz – gitara, zdjęcia
- Piotr Kocimski – gitara
- Mariusz Duda – gościnnie śpiew
- Anna Faber – gościnnie harfa
- Marta Muraszewska – teksty
- Michał Stryga – produkcja
- Tomasz Rogula – realizacja nagrań, miks